# کوه کیتیدرال
کوه کیتیدرال (به انگلیسی: Cathedral Rock) یک کوه در ایالات متحده آمریکا است که در شهرستان کیتیتاس، واشینگتن واقع شده‌است. کوه کیتیدرال ۲٬۰۴۹٫۵ متر بالاتر از سطح دریا واقع شده‌است.